# 1995 GJ
1995 GJ có thể là một thiên thể bên ngoài Sao Hải Vương (TNO) và/hoặc một cubewano có độ nghiêng cao từ vành đai Kuiper ở khu vực ngoài cùng nhất của hệ Mặt Trời. Dựa theo khoảng cách tính toán và độ sáng, người ta cho rằng nó có đường kính khoảng 175 kilômét (109 mi). Nó là một hành tinh nhỏ bị thất lạc, chỉ được David C. Jewitt và Jun Chen quan sát sáu lần vào các đêm 3 và 4 tháng 4 năm 1995 tại Đài thiên văn Mauna Kea, Hawaii, sử dụng kính viễn vọng UH88, và đã không được quan sát kể từ đó. Thiên thể này được ước tính là đã được phát hiện ngay tại điểm cận nhật (điểm gần nhất với Mặt Trời). Vào đêm phát hiện, thiên thể này được ước tính đã di chuyển ra xa Trái Đất với tốc độ 16 km/s với độ không chắc chắn về vận tốc phi thực tế là ±238.000 km/s (80% tốc độ ánh sáng).

## Quỹ đạo
Quỹ đạo danh nghĩa của 1995 GJ gợi ý rằng nó quay quanh Mặt Trời ở khoảng cách 39-46 AU, chu kỳ quỹ đạo 281 năm, độ lệch tâm giả định 0,09 và độ nghiêng 23° so với đường hoàng đạo. Nhưng 1995 GJ có độ không chắc chắn quỹ đạo cao nhất có thể và do đó có các độ không chắc chắn rất lớn trong các tham số quỹ đạo. Với cung quan sát chỉ trong 1 ngày, quỹ đạo này có độ ràng buộc kém đến mức gần như là vô giá trị. Độ lệch tâm được liệt kê là 0,09 ± 771, mặc dù trên thực tế con số này là nhỏ hơn 1.
Khác với các cubewano khác có độ nghiêng thấp, nó có thể là cubewano đầu tiên có độ nghiêng lớn hơn 20°. Nhưng chỉ với 6 quan sát trong một đêm, 1995 GJ có nhiều quỹ đạo phù hợp với các độ không chắc chắn trong bộ dữ liệu rất nhỏ. 1995 GJ có thể là một thiên thể bên ngoài Sao Hải Vương hoặc một centaur hay một tiểu hành tinh vành đai chính gần hơn với đường kính nhỏ hơn 100 lần. Ví dụ, 2004 PR107 khi có cung quan sát trong một ngày được cho là một hành tinh lùn bên ngoài Sao Hải Vương, nhưng hiện nay được biết đến là một tiểu hành tinh nhỏ thuộc vành đai chính.
Sử dụng quỹ đạo danh nghĩa với độ lệch tâm giả định, 1995 GJ có thể tiến vào xung đối vào khoảng giữa tháng 3 mỗi năm với cấp sao biểu kiến 22,9.
Tại thời điểm năm 2018, độ không chắc chắn về khoảng cách của thiên thể này đến Mặt Trời cao tới mức phi thực tế, bằng ±160.000.000.000.000 kilômét (17 ly).
| Ngày tháng | Độ không chắc chắn về khoảng cách đến Mặt Trời |
| ---------- | ---------------------------------------------- |
| 4-1995     | ±730 tỷ km                                     |
| 5-1995     | ±1.000 tỷ km                                   |
| 7-1996     | ±10.000 tỷ km                                  |
| 1-2009     | ±100.000 tỷ km                                 |
| 2-2026     | ±200.000 tỷ km                                 |